# Sieraków (powiat wołomiński)
Sieraków – wieś w Polsce położona w województwie mazowieckim, w powiecie wołomińskim, w gminie Radzymin. Ma status sołectwa.
W latach 1975–1998 miejscowość należała administracyjnie do województwa warszawskiego.
W latach 70. XX wieku mieszkańcy wznieśli w Sierakowie niewielki kościół będący obecnie filią parafii Matki Bożej Fatimskiej i bł. Bronisława Markiewicza w Słupnie.